# インドオオノガン
インドオオノガン (印度大野雁、Ardeotis nigriceps) は、鳥綱ノガン目ノガン科オオノガン属に分類される。別名インドノガン。

## 分布
インド、パキスタン

## 形態
全長オス120センチメートル、メス90センチメートル。体上面は黄褐色で、黒い斑点が入る。顔から頸部・腹部にかけては白い。雨覆や風切羽の先端は白い。
後肢の色彩は淡黄色。
オスは頭頂が黒く、胸部に黒い横縞が入る。種小名nigricepsは「黒い頭の」の意。メスは頭頂が褐色。頸部は灰色。胸部の横縞は不明瞭か、横縞がない。

## 生態
草原や半砂漠地帯などに生息する。農耕地に飛来することもある。
バッタ類やコガネムシ類などの昆虫、小型哺乳類、植物の根、イチゴ類などの果実、穀物などを食べる。
繁殖様式は卵生。繁殖期はインドでは雨季にあたる3 - 9月で、雨量が少ない年には繁殖しない。オスはディスプレイ場に集まり。1羽のオスが複数のメスと交尾を行う。地面を掘っただけの窪みを巣にする。1回に1個（まれに2個）の卵を産む。抱卵と育雛はメスのみが行う。雛は孵化してから1か月ほどで飛翔できるようになる。

## 人間との関係
農地開発や採掘・道路建設・植林などによる生息地の破壊、農薬による影響、家畜による巣の踏み付け、電線による衝突死、食用の狩猟やスポーツハンティングなどにより生息数は激減している。1975年のワシントン条約発効時にはワシントン条約附属書IIに、1979年にはワシントン条約附属書Iに掲載されている。1969年における生息数は1,260羽、2008年における生息数は300羽と推定されている。2012年の調査で89羽、2015年の調査では40羽の確認が報告されている。